# Ole Østrup
Ole Østrup (1943 – november 2002) var en dansk maler.
Ole Østrup var akademisk uddannet med mange udstillinger bag sig. Han havde tidligere arbejdet som teatermaler og havde desuden haft flere store opgaver for det offentlige fx udsmykning af Arbejdsformidlingens kontorer i Aarhus. Han lavede desuden store firmaudsmykninger blandt andet bos B&O i Struer og "harlekinfacaden" hos Tivoli Friheden i Aarhus.
Ole Østrups malerier er abstrakte og meget farverige, ofte med kvinde-, klovne- og bymalerier.